# Shahrestān-e Sarvābād
Shahrestān-e Sarvābād (persiska: شهرستان سرو آباد, سرو آباد) är en delprovins (shahrestan) i Iran.   Den ligger i provinsen Kurdistan, i den nordvästra delen av landet, 500 km väster om huvudstaden Teheran.
Delprovinsen hade 44 940 invånare 2016.